# Tử Trường
Tử Trường (tiếng Trung: 子長市, Hán Việt: Tử Trường thị) là một thành phố cấp huyện thuộc địa cấp thị Diên An (延安市), tỉnh Thiểm Tây, Cộng hòa Nhân dân Trung Hoa. Thành phố này có diện tích 2405 km2, dân số năm 2002 là 230.000 người. Các đơn vị hành chính thuộc thành phố Tử Trường gồm có 4 trấn, 12 hương.